# Ролль, Мишель
Мишель Ролль (фр. Michel Rolle, 21 апреля 1652, Амбер — 8 ноября 1719, Париж) — французский математик.

## Биография
Родился в городке Амбер (фр. Ambert, провинция Овернь). По прибытии в Париж, в возрасте 23 лет, он в начале добывал себе средства к существованию перепиской. Его математические способности, обнаружившиеся, между прочим, в решении трудной задачи, предложенной Озанамом, открыли ему двери академии. В 1685 году он стал её членом.

## Научная деятельность
Занимаясь решением неопределённых уравнений 1-й степени в целых и положительных числах, Ролль нашёл для них метод, стоящий значительно выше данного его предшественником Баше де Мезириаком. Изложение этого метода и его приложений см. в его «Алгебраическом трактате» (Traité d’Algèbre, 1690) и отдельном сочинении: «Méthodes pour résoudre les questions indéterminées de l’Algèbre» (68 стр., 1699), рассматривающем и неопределённые уравнения высших степеней. Сейчас этот метод называется «правилом Маклорена».
Ещё важнее работы Ролля по предмету численного решения уравнений и особенно найденный им для определения пределов, заключающих корень уравнения, метод каскадов. Известна его теорема: «между двумя, следующими друг за другом, корнями уравнения f'(x) =0 может заключаться не более одного корня уравнения f(x)=0». Изложение всех этих исследований Ролля находится в его «Алгебраическом трактате» и в «Sur les effections géométriques» (Париж, 1690). В «Алгебраическом трактате» обращают на себя внимание: глава о разыскании общего наибольшего делителя двух многочленов, составляющих уравнения, и теорема о числе значений корня n-ой степени. Все эти исследования Ролля, несмотря на свою важность, частью были не замечены современниками, а частью забыты, и были оценены много позже.
В мемуарах Парижской академии наук напечатаны, кроме упомянутых, работы Ролля:
- «Règles pour l’approximation des racines des cubes irrationels» (т. II и X)
- «Méthode pour résoudre les égalités de tous les dégrés, qui sont exprimés en termes généraux» (т. X; оба в старых мемуарах академии)
- «Méthode pour trouver les foyers des lignes géométriques de tous les genres» (1706)
- «Recherches sur les courbes géométriques et mécaniques etc.» (1707)
- «De l'évanouissement des quantités inconnues dans la géométrie analytique» (1709)
- «Remarques sur un paradoxe des effections géométriques» (1713 и 1714)

и некоторые другие.

## Конфликты
Академическая деятельность Ролля ознаменовалась горячими и бурными нападками на дифференциальное исчисление и на аналитическую геометрию Декарта. Ролль в 1701 году выступил с резкими возражениями как против логических оснований дифференциального исчисления, так и против достигнутых Декартом результатов. Вариньон разоблачил нагромождение ошибок, совершенных Роллем, и дал в своём опровержении истинное понятие о дифференциалах. В 1702 году в «Journal des Savans» Ролль выступил с новой статьёй против дифференциального исчисления. Защитником последнего на этот раз явился Жозеф Сорен, действовавший так же успешно, как и его предшественник. В 1705 году академия признала Ролля неправым, с чем позднее согласился и сам Ролль.
Затем возник спор между Роллем и аббатом де Гюа по поводу нападок первого на аналитическую геометрию Декарта. Полемические сочинения Ролля полны ошибок и отличаются темнотой изложения. Из его сочинений, относящихся к дифференциальному исчислению и напечатанных в мемуарах Парижской академии, укажем следующие: «Remarques sur les lignes géométriques» (1702 и 1703), «Du nouv. système de l’infini» (1703), «De l’inverse des tangentes» (1705), «Observations sur les tangentes» (1705). Несмотря на пренебрежение, с которым относились и относятся к спору Ролля о дифференциальном исчислении, он всё-таки заставил Лейбница и его сторонников проявить к логическим основаниям предмета большую внимательность, чем это обыкновенно делается в отношении новых учений.